# مایکل تولی
مایکل تولی (انگلیسی: Michael Tooley؛ زادهٔ ۱۹۴۱) فیلسوف آمریکایی، که استاد ممتاز در دانشگاه کلرادو، بولدر است، و به‌لیل مشارکت در متافیزیک شناخته شده است.